# リパブリック (ゲーム)
『リパブリック』(République) は、Camouflajが開発したアメリカのステルスアドベンチャーゲーム。
iOS、Android、Steam（Windows、OS X）版は英語音声で、フランス語、ドイツ語、スペイン語の字幕がサポートされている。
日本語字幕版はガンホー・オンライン・エンターテイメントよりPlayStation 4で2016年4月14日に発売された。

## 概要
『メタルギアソリッド4』や『Halo』の開発に携わり、独立スタジオ「Camouflaj」（カモフラージュ）を立ち上げたライアン・ペイトンが制作した。スマートフォン版は全5章から構成されており、PS4版はこの全5章を1本にまとめて発売される。
また、PS4版限定の早期購入特典として『グラビティデイズ』の主人公キトゥン（ダウンロード版限定）、護衛者、スピードランナー、女子高生の4種類のコスチュームが用意される。
タイトルの「République」はフランス語で共和国を意味し、架空の全体主義国家メタモルフォーゼから脱出する少女を助けるゲームである。

## あらすじ
全体主義国家メタモルフォーゼ。この国では国民がネットワークによって監視・管理されている。
この国に住む女性・ホープは見てはならないものを見てしまったため、危険人物として幽閉されてしまう。
このままでは洗脳されてしまうことに危機感を覚えたホープは監視員の隙を突いて携帯電話を盗み出し、助けを求める。
プレイヤーであるあなたは、ホープからのメッセージを偶然受け取り、彼女をハッキングにより助けることを決意する。

## 登場人物
ホープ
本作のヒロイン。年齢は22歳。白いフードをかぶっている。全体主義国家メタモルフォーゼに囚われており、太陽の光を見たこともない。携帯電話を盗み、助けを求めた。
監督者
全体主義国家「メタモルフォーゼ」を建国した人物にして、この国の最高指導者。60代の男性。

## ゲーム内容
プレイヤーは、直接ホープのところに行くことはできない。また、ホープも敵を倒したりすることはできない。
プレイヤーはスマートフォンでの通話と、ハッキングした監視カメラの映像を切り替えて状況を確認する。ドアロックを解除したり、物音を立てて警備員の注意を逸らしたりすることで間接的に彼女をサポートする。

## 開発の経緯
ライアン・ペイトンは現代の社会が監視社会になっていると感じ、これについての違和感から本作を作った。全体主義社会の恐怖を描いたジョージ・オーウェルの小説『1984年』に影響を受けたというライアンは、スマートフォンのゲームが非常に活況な状況であるにもかかわらず、自分の遊びたいと思うゲームが無かったことから、スマートフォンで凄いゲームを作ろうと思ったという。そして、クラウドファンディングのKickstarterで資金を募り、ゲームを開発した。